# William Slade (sportif)
Pour les articles homonymes, voir Slade (homonymie).
William Slade (9 mai 1873 - 30 septembre 1941) fut un ancien tireur à la corde britannique. Il a participé aux Jeux olympiques de 1908 avec l'équipe britannique de tir à la corde Metropolitan Police "K" Division et remporta une médaille de bronze. 